# 七里溪
七里溪，又稱為十里溪，位於台灣西南部之縣市管河川，幹流長度4.00公里，流域面積50.38平方公里，分佈於屏東縣獅子鄉、枋山鄉。主流上游名為七打高溪，發源於獅子鄉內獅頭山西側，先向南後轉西流，匯集另一支流加龍溪後，始稱為七里溪。其後續向西流進南北狹長的枋山鄉，旋即於南和西南側注入台灣海峽。

## 水系主要河川
以下由下游至源頭列出水系主要河川，其中粗體字為主流河道。
- 七里溪：屏東縣枋山鄉、獅子鄉
  - 加龍溪：屏東縣獅子鄉
  - 七打高溪：屏東縣獅子鄉